# Cory Littleton
Cory Littleton (geboren am 18. November 1993 in Spring Valley, Kalifornien) ist ein US-amerikanischer American-Football-Spieler auf der Position des Linebackers. Er spielte College Football für die University of Washington und stand zuletzt bei den Houston Texans in der National Football League (NFL) unter Vertrag. Von 2016 bis 2019 spielte Littleton für die Los Angeles Rams, anschließend war er für die Las Vegas Raiders, die Carolina Panthers und die New Orleans Saints aktiv.

## College
Littleton besuchte die Mount Miguel High School in seiner Heimatstadt Spring Valley, Kalifornien. Von 2012 bis 2015 ging er auf die University of Washington, um College Football für die Washington Huskies zu spielen. In vier Jahren für die Huskies kam er in 48 Spielen zum Einsatz, davon 36-mal als Starter. Insgesamt erzielte er 176 Tackles und 12 Sacks.

## NFL
Littleton wurde im NFL Draft 2016 nicht ausgewählt und anschließend als Undrafted Free Agent von den Los Angeles Rams unter Vertrag genommen. Er schaffte den Sprung in den 53-Mann-Kader der Rams für die Regular Season und wurde vorwiegend in den Special Teams eingesetzt. Nach dem verletzungsbedingten Ausfall von Josh Forrest wurde er auch häufiger in der Defense als Linebacker eingesetzt. Littleton stand in allen 16 Spielen auf dem Feld und wurde von den Rams mit dem Carroll Rosenbloom Memorial Award als bester Rookie in der Saison 2016 ausgezeichnet. Auch in der Saison 2017 wurde Littleton als Special Teamer und Ersatzspieler eingesetzt. Als Special Teamer konnte er zwei Punts blocken. Am sechzehnten Spieltag ersetzte er den verletzten Mark Barron und kam dabei bei allen defensiven Spielzügen zum Einsatz. In diesem Spiel gelang ihm seine erste Interception in der NFL, als er einen Pass von Marcus Mariota abfangen konnte. Zudem konnte er seinen ersten Sack erzielen.
Nach den Abgängen von Robert Quinn und Alec Ogletree bekam Littleton ab 2018 eine Rolle als Stammspieler in der Defense von Los Angeles und übernahm die Position des Middle Linebackers sowie die Ansage der defensiven Spielzüge. Dennoch wurde er auch weiterhin in den Special Teams eingesetzt. Am 18. Dezember 2018 wurde Littleton als Special Teamer in den Pro Bowl gewählt. Er konnte, wie bereits in der Vorsaison, zwei Punts blocken. Am 17. Spieltag der Regular Season konnte Littleton im Spiel gegen die San Francisco 49ers nach einer Interception von Nick Mullens seinen ersten Touchdown erzielen. Bereits zuvor hatte er einen weiteren Pass von Mullens abfangen können. Littleton zog mit den Rams in den Super Bowl LIII ein, in dem er im ersten Drive einen Pass von Tom Brady abfangen konnte. Dennoch verlor Los Angeles den Super Bowl in einem defensiv geprägten Spiel mit 3:13 gegen die New England Patriots. Littleton gelangen 2018 insgesamt 125 Tackles, davon neun für Raumverlust, und vier Sacks. Auch in der folgenden Saison bestritt er alle Spiele für die Rams als Starter und kam auf 134 Tackles und 3,5 Sacks. Zudem spielte er in seinen letzten beiden Jahren bei den Rams auch in der Passverteidigung eine wichtige Rolle, er konnte 22 Pässe verhindern und fünf Interceptions fangen.
Im März 2020 unterschrieb Littleton einen Dreijahresvertrag über 36 Millionen Dollar bei den Las Vegas Raiders. In Nevada konnte Littleton in seinen ersten beiden Spielzeiten nicht überzeugen, sodass er gegen Ende der Saison 2021 zunehmend weniger Spielzeit sah und durch Rookie Divine Deablo ersetzt wurde, während die anderen beiden Linebacker-Positionen durch Denzel Perryman und K. J. Wright besetzt waren. Nach der Saison 2021 wurde Littleton von den Raiders entlassen.
Am 20. März 2022 nahmen die Carolina Panthers Littleton unter Vertrag. In der Saison 2022 bestritt er bei den Panthers 15 Spiele, davon sieben als Starter.
Im März 2023 unterschrieb Littleton einen Vertrag bei den Houston Texans. Am 28. Oktober 2023 wurde er entlassen. Kurz darauf nahmen die New Orleans Saints ihn in ihren Practice Squad auf. Er kam bei der Partie gegen die Chicago Bears in den Special Teams zum Einsatz, bevor die Texans ihn am 8. November wieder für ihren aktiven Kader unter Vertrag nahmen. Drei Wochen später wurde er entlassen.

### NFL-Statistiken
| Saison                             | Saison | Spiele | Spiele      | Tackles | Tackles | Tackles | Tackles | Interceptions | Interceptions | Interceptions | Interceptions | Interceptions | Fumbles | Fumbles | Fumbles |
| Jahr                               | Team   | Spiele | als Starter | Gesamt  | Solo    | Ast     | Sacks   | PD            | INT           | Yds           | Lng           | TD            | FF      | FR      | TD      |
| ---------------------------------- | ------ | ------ | ----------- | ------- | ------- | ------- | ------- | ------------- | ------------- | ------------- | ------------- | ------------- | ------- | ------- | ------- |
| 2016                               | LAR    | 16     | 1           | 20      | 15      | 5       | 0,0     | 0             | 0             | 0             | 0             | 0             | 0       | 0       | 0       |
| 2017                               | LAR    | 16     | 4           | 36      | 22      | 14      | 1,0     | 4             | 1             | 2             | 2             | 0             | 1       | 0       | 0       |
| 2018                               | LAR    | 16     | 16          | 125     | 90      | 35      | 4,0     | 13            | 3             | 48            | 22            | 1             | 0       | 0       | 0       |
| 2019                               | LAR    | 16     | 16          | 134     | 78      | 56      | 3,5     | 9             | 2             | 32            | 26            | 0             | 2       | 4       | 0       |
| 2020                               | LV     | 14     | 14          | 82      | 56      | 26      | 0,0     | 0             | 0             | 0             | 0             | 0             | 0       | 0       | 0       |
| 2021                               | LV     | 17     | 13          | 98      | 51      | 47      | 0,5     | 4             | 0             | 0             | 0             | 0             | 0       | 1       | 0       |
| 2022                               | CAR    | 15     | 7           | 47      | 28      | 19      | 0,5     | 2             | 0             | 0             | 0             | 0             | 0       | 0       | 0       |
| 2023                               | HOU    | 9      | 0           | 1       | 0       | 1       | 0,0     | 0             | 0             | 0             | 0             | 0             | 0       | 0       | 0       |
| 2023                               | NO     | 1      | 0           | 0       | 0       | 0       | 0,0     | 0             | 0             | 0             | 0             | 0             | 0       | 0       | 0       |
| Gesamt                             | Gesamt | 120    | 71          | 543     | 340     | 203     | 9,5     | 32            | 6             | 82            | 26            | 1             | 3       | 5       | 0       |
| Quelle: pro-football-reference.com |        |        |             |         |         |         |         |               |               |               |               |               |         |         |         |